# Néba Solo
Pour les articles homonymes, voir Solo.
Souleyman Traoré dit Néba Solo, né en 1968, à Nébadougou (région de Sikasso) est un musicien malien, virtuose du balafon ainsi qu'un mélodiste, parolier et chanteur. Dans les années 1990-2000, il devient un balafoniste reconnu au Mali et internationalement en participant à de nombreux festival. À cette époque, il participe aussi à des expériences de fusions musicales avec les musiques techno et traditionnelle iranienne.

## Origine et formation
Il naît en 1968 dans le village de Nébadougou, sur la commune de Dandéresso, dans une famille paysanne sénoufo de la région de Sikasso, au sud du Mali. Il participe aux travaux des champs et apprend très jeune le balafon aux côtés de son père qui est facteur d'instruments de musique reconnu ainsi qu'un musicien. Après avoir acquis une bonne notoriété locale, il abandonne la musique, baroude au Mali et dans les pays voisins, vivant de petits métiers.

## Carrière musicale
Fin 1986, il décide de revenir à la pratique du balafon avec l'espoir d'en vivre. L'année suivante, il travaille à modifier le balafon-basse (balamba) dans le but d'en améliorer la sonorité et de faciliter l'accord avec d'autres instruments de musique. Il développe une technique de jeu originale, rapide et de gauche à droite, à l'inverse de la technique traditionnelle. 
Néba Solo intègre divers orchestre moderne et s'installe à Sikasso où son instrument de prédilection est présent dans toutes les fêtes et cérémonies et qui, chaque année, accueille un festival consacré au balafon. Il devient alors membre de la troupe de théâtrale régional de Sikasso. En 1995, Il est élu "Meilleur artiste" au festival Doundounba Top de Koutiala. L'année suivante en 1996, lui et sa formation obtiennent la consécration nationale avec le titre de "Meilleure formation artistique du Mali". Sa participation à l'émission de télévision national "Top Étoile" lui donne une audience nationale. Le groupe comporte deux balafons : un balafon-basse et un balafon-solo, un bara, un karignan et un cicaara ainsi que deux danseurs.
Par la suite, Néba Solo participe à plusieurs festivals à l'étranger comme le festival Africolor à Saint Denis, les Nuits Mandingues à Nantes en 1998, le MASA d'Abidjan en 1999 ou encore le Folklife Festival de Washington en 2003. Par ailleurs, il expérimente la fusion de sa musique sénoufo avec la techno de Frédéric Galliano ou la musique persane traditionnelle du Trio Chemirani.
Néba Solo est lui-même facteur d'instrument, en particulier de balafon et utilise des modèles amélioré grâce à trois grosses lamelles supplémentaires. C'est aussi un multi-instrumentiste, maîtrisant outre le balafon : le kamalen n'goni (harpe-luth), le karignan, le bara, le cicaara et le djembé,.

## Discographie
- 1995 : Hommage à Lamissa Bangaly, label Karta production (Mali);
- 1996 : Kénédougou Foly, label Cobalt (France);
- 1999 : Kénédougou Foly, label Mali K7 (Mali);
- 1999 : Kénébalafon, label Cobalt (France);
- 2001 : CAN 2002, label Mali K7 (Mali);
- 2003 : Falak, avec le Trio Chemirani, label Cobalt (France)
- 2009 : Nèba Kady, label Maestro Sound (Mali)[4],[5],[6],[notes 4].